# Ковзанярський спорт на зимових Олімпійських іграх 2014
Змагання з ковзанярського спорту на зимових Олімпійських іграх 2014 в Сочі проходили з 8 по 22 лютого на критій ковзанці «Адлер-Арена». Розіграно 12 комплектів медалей, по шість у чоловіків і жінок.

## Розклад
Час UTC+4
| Дата      | Час   | Подія                                  |
| --------- | ----- | -------------------------------------- |
| 8 лютого  | 15:30 | 5000 м, чоловіки                       |
| 9 лютого  | 15:30 | 3000 м, жінки                          |
| 10 лютого | 17:00 | 500 м, чоловіки                        |
| 11 лютого | 16:45 | 500 м, жінки                           |
| 12 лютого | 18:00 | 1000 м, жінки                          |
| 13 лютого | 18:00 | 1000 м, жінки                          |
| 15 лютого | 17:30 | 1500 м, чоловіки                       |
| 16 лютого | 18:00 | 1500 м, жінки                          |
| 18 лютого | 17:00 | 10 000 м, чоловіки                     |
| 19 лютого | 17:30 | 5000 м, жінки                          |
| 21 лютого | 17:30 | Командна гонка, чоловіки, кваліфікація |
| 21 лютого | 17:30 | Командна гонка, жінки, кваліфікація    |
| 22 лютого | 17:30 | Командна гонка, чоловіки               |
| 22 лютого | 17:30 | Командна гонка, жінки                  |

## Чемпіони та призери

### Медальний підсумок
| Місце | Країна               | Золото | Срібло | Бронза | Загалом |
| ----- | -------------------- | ------ | ------ | ------ | ------- |
| 1     | Нідерланди (NED)     | 8      | 7      | 8      | 23      |
| 2     | Польща (POL)         | 1      | 1      | 1      | 3       |
| 3     | Чехія (CZE)          | 1      | 1      | 0      | 2       |
| 3     | Південна Корея (KOR) | 1      | 1      | 0      | 2       |
| 5     | Китай (CHN)          | 1      | 0      | 0      | 1       |
| 6     | Росія (RUS)          | 0      | 1      | 2      | 3       |
| 7     | Канада (CAN)         | 0      | 1      | 1      | 2       |
|       | Всього               | 12     | 12     | 12     | 36      |

### Чоловіки
| Дисципліна                    | Золото                                                | Золото      | Срібло                                                    | Срібло   | Бронза                                                        | Бронза   |
| ----------------------------- | ----------------------------------------------------- | ----------- | --------------------------------------------------------- | -------- | ------------------------------------------------------------- | -------- |
| 500 м                         | Міхел Мюлдер · Нідерланди (NED)                       | 69.31       | Ян Смекенс · Нідерланди (NED)                             | 69.32    | Роналд Мюлдер · Нідерланди (NED)                              | 69.46    |
| 1000 м                        | Стефан Гротгюйс · Нідерланди (NED)                    | 1:08.39     | Денні Моррісон · Канада (CAN)                             | 1:08.43  | Міхел Мюлдер · Нідерланди (NED)                               | 1:08.74  |
| 1500 м                        | Збігнев Брудка · Польща (POL)                         | 1:45.006    | Кун Вервей · Нідерланди (NED)                             | 1:45.009 | Денні Моррісон · Канада (CAN)                                 | 1:45.22  |
| 5000 м                        | Свен Крамер · Нідерланди (NED)                        | 6:10.76 ОР  | Ян Блокгюйсен · Нідерланди (NED)                          | 6:15.71  | Йорріт Бергсма · Нідерланди (NED)                             | 6:16.66  |
| 10 000 м                      | Йорріт Бергсма · Нідерланди (NED)                     | 12:44.45 ОР | Свен Крамер · Нідерланди (NED)                            | 12:49.03 | Боб де Йонг · Нідерланди (NED)                                | 13:07.19 |
| Командна гонка переслідування | Нідерланди (NED) Ян Блокгюйсен Свен Крамер Кун Вервей | 3:37.71 ОР  | Південна Корея (KOR) Чху Хьон Чхун Кім Чул Мін Лі Син Хун | 3:40.85  | Польща (POL) Збігнев Брудка Конрад Недзведзький Ян Шиманський | 3:41.94  |

### Жінки
| Event                         | Золото                                                                 | Золото     | Срібло                                                                                  | Срібло  | Бронза                                                                | Бронза  |
| ----------------------------- | ---------------------------------------------------------------------- | ---------- | --------------------------------------------------------------------------------------- | ------- | --------------------------------------------------------------------- | ------- |
| 500 м                         | Лі Сан Хва · Південна Корея (KOR)                                      | 74.70 ОР   | Ольга Фаткуліна · Росія (RUS)                                                           | 75.06   | Маргот Бур · Нідерланди (NED)                                         | 75.48   |
| 1000 м                        | Чжан Хун · Китай (CHN)                                                 | 1:14.02    | Ірен Вюст · Нідерланди (NED)                                                            | 1:14.69 | Маргот Бур · Нідерланди (NED)                                         | 1:14.90 |
| 1500 м                        | Йорін тер Морс · Нідерланди (NED)                                      | 1:53.51 ОР | Ірен Вюст · Нідерланди (NED)                                                            | 1:54.09 | Лотте ван Бек · Нідерланди (NED)                                      | 1:54.54 |
| 3000 м                        | Ірен Вюст · Нідерланди (NED)                                           | 4:00.34    | Мартіна Саблікова · Чехія (CZE)                                                         | 4:01.95 | Ольга Граф · Росія (RUS)                                              | 4:03.47 |
| 5000 м                        | Мартіна Сабликова · Чехія (CZE)                                        | 6:51.54    | Ірен Вюст · Нідерланди (NED)                                                            | 6:54.28 | Карін Клейбекер · Нідерланди (NED)                                    | 6:55.66 |
| Командна гонка переслідування | Нідерланди (NED) Йорін тер Морс Марріт Ленстра Лотте ван Бек Ірен Вюст | 2:58.05 ОР | Польща (POL) Катажина Бахледа-Цурусь Наталія Червонка Луїза Злотковська Катажина Возняк | 3:05.55 | Росія (RUS) Ольга Граф Катерина Лобишева Катерина Шихова Юлія Скокова | 2:59.73 |

## Країни-учасниці
У змаганнях з ковзанярського спорту на Олімпійських іграх у Сочі взяли участь спортсмени 23-ох країн.
- Австралія (1)
- Австрія (2)
- Бельгія (2)
- Канада (17)
- Китай (10)
- Китайський Тайбей (1)
- Чехія (2)
- Фінляндія (3)
- Франція (3)
- Німеччина (14)
- Угорщина (1)
- Італія (6)
- Японія (17)
- Казахстан (6)
- Латвія (1)
- Нідерланди (20)
- Нова Зеландія (1)
- Норвегія (9)
- Польща (10)
- Росія (19)
- Південна Корея (18)
- Швеція (1)
- США (17)